# Сновидовичі (село)
Сновидо́вичі — село в Україні, у Рокитнівській селищній громаді Сарненського району Рівненської області. Населення становить 1005 осіб.

## Географія
Розташовані на річці Ствизі (басейн Прип'яті), за 14 км від центру громади, за 4 км від залізничної станції Остки. На південно-східній околиці присілку села та у присілку річки Язвиниця та Канал Недель впадають у Ствигу.
Сусідні населені пункти:

## Історія

### Перша згадка
Село вперше згадується в опису Овруцького замку 1545 року як власність магнатів Немиричів.

### Річ Посполита
Про життя мешканців Сновидовичів можна судити на підставі загального становища селянства Волині в другій половині XVI — першій половині XVII ст. Саме в цей час тут інтенсивно розгорнулося фільваркове господарство, яке призводило до часткового обезземелення селян, запровадження високої відробіткової ренти, збільшення ренти продуктової і грошової. У 80-х роках XVI ст. в Овруцькому повіті, до якого входили Сновидовичі, панщина становила три-чотири дні на тиждень.
Магнати Немиричі були соцініанами. Найбільшого поширення це вчення набуло в другій половині XVI — на початку XVII ст. В Україні соцініанство відбивало протест верхівки місцевих феодалів проти засилля тут польської шляхти. Загони надвірних козаків Немиричів нападали на маєтки шляхтичів-католиків, на кармелітський монастир у Олевську. Ця боротьба точилася десятиліттями, від неї терпіло насамперед населення, бо його грабували й шляхетські загони, і надвірні козаки. В березні 1683 року поблизу Сновидовичів сталася велика сутичка. 300 надвірних козаків Немиричів розбили тут загін одного з польських магнатів. Переслідуючи противника, вони стріляли в Олевському костелі в тих, хто шукав там порятунку.
На початку XVIII ст. на Волині та Західному Поділлі виник гайдамацький рух проти феодально-кріпосницького ладу і національно-релігійного гніту польської шляхти, який протягом 30, 50, 60-х років на Правобережній Україні не раз переростав у великі народні повстання. В середині XVIII ст. в Овруцькому повіті діяли гайдамацькі загони. 1750 року поблизу Сновидовичів перебував загін Івана Подоляки.

### Російська імперія
Після приєднання Волині до Росії селяни не зазнавали вже релігійних утисків, але панщина лишилась. Мешканці Сновидовичів стали державними селянами. Вони перебували на «господарському становищі», тобто держава передавала їх поміщикам-посесорам в оренду. При цьому посесор одержував не тільки «дарову працю», а й поліцейсько-вотчинне право над селянами. Їхні повинності складалися з панщини, чиншу та натуральних данин. Згідно з інвентарем 1802 року, селяни Сновидовичів, відбуваючи регулярну панщину (2—3 дні на тиждень), шарварки, заорки, обробки, закоски і обкоски, повинні були ще вартувати в економії, 2—3 рази полоти пшеницю, просо і городи, полоти, вибирати, мочити, м'яти й очищати коноплі та льон, мазати і чистити в економії будівлі, копати грядки, садити, полоти, поливати й збирати капусту, картоплю, буряки, розкидати гній.
Натуральна данина полягала в поборах з селян на користь посесора певної кількості хліба, худоби, птиці, яєць, меду та інших продуктів чи виробів селянського господарства. Грошові збори з селян були також надзвичайно різноманітні: чинш з двору або земельного наділу, спеціальний збір з великої та дрібної худоби, плата за звільнення від косіння сіна, за право ловити рибу, за користування тим чи іншим угіддям тощо. Формально повинності селян реєструвалися в люстраціях чи інвентарях, які стверджувалися губернськими казенними палатами, а також підкріплювалися орендними контрактами. Але насправді орендарі збільшували число днів панщини, запроваджували урочну систему, розширяли за рахунок селянських наділів панську орну землю.
За люстрацією 1858 року, до Сновидовицького маєтку входили села Будки, Довговоля, Дерть, Залав'я, Камениця. Усієї землі в маєтку було близько 38 тис. десятин, в тому числі орної — 2722 десятини, решта — сіножаті, пасовиська. Тяглових дворів налічувалося 134, напівтяглових — 13, городників — 3, бобилів — 9. Чоловіків у маєтку було 629, жінок — 638. Крім них, тут проживало 57 однодворців, 54 вільні селяни.
Мешканці Сновидовичів, як і всі державні селяни, що перебували на «господарському становищі», з 1839 до 1859 року поступово були переведені на оброк. Про важке матеріальне становище сновидовицьких селян свідчить той факт, що 1860 року вони мали 3852 крб. недоїмки. Земля була розподілена дуже нерівномірно: 97 дворів мали по одній ділянці, 57 — по 0,5 ділянки і два двори — лише городи.
Землі були малопридатні для хліборобства, тому в Сновидовичах переважало тваринництво. 1860 року в селян налічувалося 460 голів робочої худоби, 352 голови іншої великої та 668 голів дрібної худоби. Селяни йшли на лісозаготівлі, а також підробляли, перевозячи лісоматеріали.
У Сновидовицькому маєтку працював завод переробки болотної руди — невелике підприємство, було чотири млини. Ці підприємства і шинки орендували купці.
Після ліквідації кріпосного права основні принципи реформи 1861 року були поширені також на державних селян. Указом від 16 серпня 1863 року їх переведено в розряд селян-власників і обкладено викупними платежами строком на 49 років. Мешканці Сновидовичів з 1875 року перейшли на викуп землі, що була в їх користуванні. Всього викупу підлягало 6706 десятин. їх поділили на 95 ділянок. В середньому земельний наділ на ревізьку душу становив 5,5 десятини. Щорічно селяни мали вносити 566 крб. викупних платежів. У викупному акті було вказано, що селяни можуть безплатно користуватися лісом, який ріс на їхніх наділах, причому обумовлювалося, що ліс з урочищ Нового Двора, Черчихи, Діброви, Берестя, Жеребчі, Броду, Камениці (450 га) селяни повинні зрізати, вивезти і продати на користь держави до 1876 року. При поділі земель служителі місцевої церкви взяли кілька десятин присадибної землі. З приводу цього сновидовицький селянський сход в листопаді 1874 року висловив протест.
Сновидовичі пореформеного періоду — село, віддалене від губернського міста Житомира на 200 верст, від повітового центру і пошти (Овруч) — на 110 верст. Найближча залізнична станція Сарни була за 85 верст. Наприкінці XIX ст. у Сновидовичах проживало 989 чоловік.
Позитивно вплинуло на розвиток села прокладення в 1902 році залізниці, яка проходила поблизу Сновидовичів (лінія Ковель—Сарни—Олевськ).
Столипінська аграрна реформа негативно позначилася на розвитку села. До 1906 року в Сновидовичах у 210 дворах мешкало 1315 чоловік. Внаслідок реформи в селі залишилося всього 15 дворів. Селяни, вийшовши з общини, розселилися по хуторах, яких виникло кілька десятків (Будки, Остки, Волочок, Язвинець, М'ядне, Селище, Пічки, Нива, Ставок та ін.).
В Сновидовичах у 1902 році відкрито однокласне сільське училище. Казна витрачала на його утримання 480 крб. на рік, громада — 119 крб. Навчалося в училищі 56 хлопчиків, дівчатка його не відвідували. Навчали школярів один учитель і священик.
Перша світова війна 1914—1918 рр. зумовила загальний занепад господарства. Не вистачало робочих рук. Увесь тягар господарювання ліг на плечі жінок.
Мешканці Сновидовичів 1917 року вирубували панські й державні ліси, пасли худобу на поміщицьких й казенних луках, захоплювали панські землі, розбирали ліс, заготовлений для Південно-Західної залізниці.

### Визвольні змагання
Наприкінці 1918 року в село зайшла армія УНР. Та за кілька місяців Сновидовичі захопила 3-я прикордонна дивізія більшовиків, що під час наступу з Олевська на захід на початку червня 1919 року. Проте через два місяці Сновидовичі окупували війська Польщі. В ході наступу більшовиків 9 липня 1920 року частини 58-ї дивізії 12-ї армії Червоної армії знову захопили село. Тут розташувалися частини 173-ї стрілецької бригади під командуванням Лайоша Гавро.

### Польща
Восени 1920 року за допомогою Антанти Польща знову окупувала Західну Україну, й Сновидовичі ввійшли до складу Сарненського повіту Поліського воєводства. Сновидовичі як прикордонне село були поставлені в надзвичайно важкі умови. Прикордонна охорона і поліція не дозволяли селянам ходити пізно ввечері й вночі, прискіпливо перевіряли кожну нову в селі людину.
Мешканці села влаштовувалися на млинах, лісопилках та наймитували осадників і поміщиків. З 1922 року, коли почалося будівництво вузькоколійки від станції Остки, працювали на цьому будівництві. Через чотири роки цю лінію підвели до села Війткевичів. Частина сновидовицьких селян трудилася на п'яти цегельнях в Остках. Хвиля страйків проти антиробітничих законів, яка в 1934 році прокотилася по всій Волині, захопила і робітників Остківських цегелень.
1929 року в Сновидовичах налічувалося 213 господарств, 800 мешканців. З середини 20-х років у селі працювала початкова школа. До неї було записано 50 дітей, яких навчав один учитель в одній кімнаті. Викладання провадилося польською мовою. Школа обслуговувала й навколишні хутори, а з 1934 року — всю Сновидовицьку парафію, до якої входили села Будки-Сновидовицькі, Дерть, Залав'я, Остки, де проживало 3752 чоловіка.
Незважаючи на переслідування української культури з боку місцевих польських властей, в селі розвивалася усна народна творчість. В 1939 році фольклористи записали в Сновидовичах своєрідний обряд весілля.

### СРСР
Мешканці Сновидовичів одними з найперших були окуповані Червоною Армією 17 вересня 1939 року, адже за 3 км від села проходив радянсько-польський кордон.
15 липня 1941 року Сновидовичі окупували німецькі війська. 3 січня 1944 року в Сновидовичі зайшла Червона армія.
В післявоєнний час в селі активно діяла УПА.

## Населення
За переписом населення 2001 року в селі мешкало 1 000 осіб. 100 % населення вказали своєї рідною мовою українську мову.